# Дрюс, Андреа
Андреа Карри (Анни) Дрюс (англ. Andrea Carrie “Annie” Drews; 25 декабря 1993, Манси, округ Делавэр, штат Индиана, США) — американская волейболистка, диагональная нападающая. Олимпийская чемпионка 2020.

## Биография
Андреа Дрюс родилась в Манси (штат Индиана) в семье Майкла и Карри Дрюс. Волейболом начала заниматься в школе города Элкхарт, за команду которой выступала до 2012 в различных школьных турнирах.
В 2012—2015 играла за команду университета Пердью в студенческих соревнованиях, в том числе в чемпионатах Национальной ассоциации студенческого спорта (англ. National Collegiate Athletic Association, сокр. NCAA).
Профессиональная карьера Андреа Дрюс началась в 2016 году в Пуэрто-Рико. За клубы этой страны волейболистка выступала на протяжении двух сезонов, выиграв в 2017 чемпионский титул в составе команды «Криольяс де Кагуас». В 2017 Дрюс переехала в Италию, где играла за «САБ Воллей» из Леньяно, а с января 2018 — за «Поми» из Казальмаджоре. После сезона, проведённого в Турции, в 2019 Дрюс заключила контракт с японским клубом «ДжТ Марвелуз». В его составе дважды становилась чемпионкой Японии, а в 2020 была признана самым ценным игроком (MVP) чемпионата этой страны.
С 2017 года Андреа Дрюс является игроком национальной сборной США. В её составе трижды выигрывала Лигу наций, при этом в 2019 признавалась лучшим игроком турнира. В 2017 стала победителем Панамериканского Кубка и чемпионкой Панамериканских игр. В 2021 Дрюс выиграла «золото» отложенных на год Олимпийских игр.

### Клубная карьера
- 2012—2015 —  Университет Пердью;
- 2016 —  «Индиас де Маягуэс» (Маягуэс);
- 2017 —  «Криольяс де Кагуас» (Кагуас);
- 2017 —  «САБ Воллей» (Леньяно);
- 2018 —  «Поми» (Казальмаджоре);
- 2018—2019 —  «Бейликдюзю Ихтисас» (Бейликдюзю);
- с 2019 —  «ДжТ Марвелуз» (Нисиномия);
- 2022—2023 —  «Валлефолья»;
- 2023—2024 —  «ДжТ Марвелуз» (Нисиномия).
- с 2024 —  «Мадисон» — LOVB.

## Достижения

### Со сборными США
- Олимпийская чемпионка 2020;
  - серебряный призёр Олимпийских игр 2024.
- серебряный призёр розыгрыша Кубка мира 2019.
- бронзовый призёр розыгрыша Всемирного Кубка чемпионов 2017.
- 3-кратный победитель Лиги наций — 2018, 2019, 2021.
- двукратный серебряный призёр чемпионатов NORCECA — 2019, 2023.
- победитель розыгрыша Панамериканского Кубка 2017.

### С клубами
- чемпионка Пуэрто-Рико 2017.
- двукратная чемпионка Японии — 2020, 2021;
  - серебряный призёр чемпионата Японии 2022.
- победитель розыгрыша Кубка императрицы Японии 2020.

### Индивидуальные
- 2016: лучшая диагональная нападающая чемпионата Пуэрто-Рико.
- 2017: MVP и лучшая диагональная нападающая чемпионата Пуэрто-Рико.
- 2019: MVP Лиги наций.
- 2019: лучшая диагональная нападающая Кубка мира.
- 2019: волейболистка года США.
- 2020: MVP, лучшая диагональная нападающая и лучшая на подаче чемпионата Японии.
- 2020: MVP Кубка императрицы Японии.
- 2021: лучшая диагональная нападающая чемпионата Японии.

## Личная жизнь
Муж — Таннер Шумахер.